# بحيرة توغو
بحيرة توغو هي أكبر جزء من اللاجون في دولة توغو وتنفصل عن المنبع بشريط ساحلي، وهي بحيرة ضحلة وهي مكان معروف وشائع لممارسة الرياضات المائية.
تقع بعض المدن علي تلك البحيرة ومنها مدينة اجبوردافو ومدينة توجوفيل.